# Немтинов, Михаил Степанович
Немтинов Михаил Степанович (около 1733 года — после 1776) — мореплаватель, капитан 1 ранга, исследователь Арктики, участник секретной экспедиции капитан бригадирского ранга В. Я. Чичагова для поиска в 1764-1766 годах морского пути из Атлантического океана в Тихий через Северный Ледовитый океан, сделал опись и карту полуострова Шпицберген; в 1769 году произвёл опись всего побережья Онежского полуострова от устья Двины до устья Онеги.

## Биография
Немтинов Михаил Степанович родился около 1733 года. Происходил из дворян Великолукского уезда Псковской губернии. Сын отставного солдата Ингерманландского пехотного полка. Отец планировал отдать сына на службу в Инженерный корпус, но по сенатской резолюции от 15 мая 1745 года Михаил был определён в Академию морской гвардии, в которую 25 мая того же года принят учеником. 
11 декабря 1747 года произведён в гардемарины. В 1747 — 1762 годах ежегодно находился в кампаниях в Балтийском море, плавал между Кронштадтом, Любеком, Данцигом и Копенгагеном. 30 декабря 1751 года произведён в мичманы, 1 сентября 1754 года - в унтер-лейтенанты, 21 января 1758 года - в корабельные секретари, 8 марта 1759 года в лейтенанты.
В 1763 году, командуя пинком «Слон», плавал из Кронштадта в Архангельск с артиллерией. Летом 1764 года, командуя тем же пинком, вошёл в состав секретной экспедиции, предназначенной для поиска морского пути из Атлантического океана в Тихий через Северный Ледовитый океан. Отрядом из семи судов командовал капитан бригадирского ранга В. Я. Чичагова. Суда этого отряда доставили в бухту Клокбай на западном берегу Шпицбергена заготовленные заранее избы, амбар, баню и провизию на случай зимовки экспедиции. Немтинов сделал опись и карту Шпицбергена. В сентябре экспедиционные суда отряда перешли в Колу и остались на зимовку в Екатерининской гавани. На Шпицбергене была оставлена  партия из шестнадцати человек во главе с унтер-лейтенантом Моисеем Рындиным, которого по условию должен был сменить в 1765 году Немтинов.
9 декабря 1764 года «за рачительные и порядочные труды» произведён в капитан-лейтенанты. В июле 1765 года на пинке «Лапоминк», выйдя из Архангельска направился к Шпицбергену. Почти месяц он пытался войти в Клокбай, но из-за льдов не смог этого сделать. 15 августа на совете было решено вернуться в Архангельск. Таким образом, партия Рындина вынуждена была остаться на вторую зимовку. В 1766 году командуя тем же пинком «Лапоминк», вновь участвовал в плавании экспедиции В. Я. Чичагова из Архангельска в сторону Берингова пролива. Однако из-за тяжёлых льдов эти экспедиция достигала лишь 80° 26’ северной широты к северо-западу от Шпицбергена, после чего вынуждена была вернуться.
В 1767 — 1768 годах из-за болезни находился при архангельском порте. В 1768 году командовал в Архангельске судном «Бабаев», занимавшим пост дальней брандвахты. 5 сентября был командирован с командой в онежский порт, для надзора «за купцом Гомом, в отпуске за море лесов». В 1769 году М. С. Немтинов на боте произвёл опись всего побережья Онежского полуострова от устья  Двины до устья Онеги. Морское ведомство дополнив и исправив по материалам описей Немтинова голландские карты XVII века, составило первую «похожую карту восточной половины Белого моря, служившую в рукописных списках с 1770 по 1778 года».
3 марта 1771 года переведён из Онеги в Санкт-Петербург. 12 марта произведён в капитаны 2-го ранга. В том же году командирован в Архангельск. В 1772 году, командуя новопостроенным 66-ти пушечном линейным кораблём «Преслава», в составе отряда кораблей контр-адмирала Н. И. Сенявина, сделал переход из Архангельска в Кронштадт. В 1773 году продолжал командовать тем же кораблем, плавал в Балтийском море.
В 1774 году командовал в Кронштадте брандвахтенным 32-х пушечным фрегатом «Гремящий». 13 июля того же года пытался остановить английскую яхту «Игель» («Eagle»), шедшую под адмиральским флагом и на которой находился «английского парламента член лорд Диллон». Фрегат сделал несколько холостых выстрелов в сторону яхты и послал шлюпку в погоню. 19 июля был отрешён от командования фрегатом, по причине «известного происшествия». После этого генерал-адмирал великий князь Павел Петрович приказал Адмиралтейств-коллегии: «В определении офицеров на такой важный пост, каков брандвахта, поступать осмотрительнее и не поручать такой должности престарелым и увечным офицерам с тем, чтобы они тут вместо отставки были, но таковым, коих расторопность, исправность в должности и сведение законов коллегии известны».
10 июля 1775 года по случаю торжеств, дело «об известном происшествии» велено уничтожить и предать забвению. 7 июля 1776 года уволен от службы с чином капитана 1-го ранга и пенсионом за бытность на Шпицбергене.